# Sociedad Real y Antigua del Oso Polar

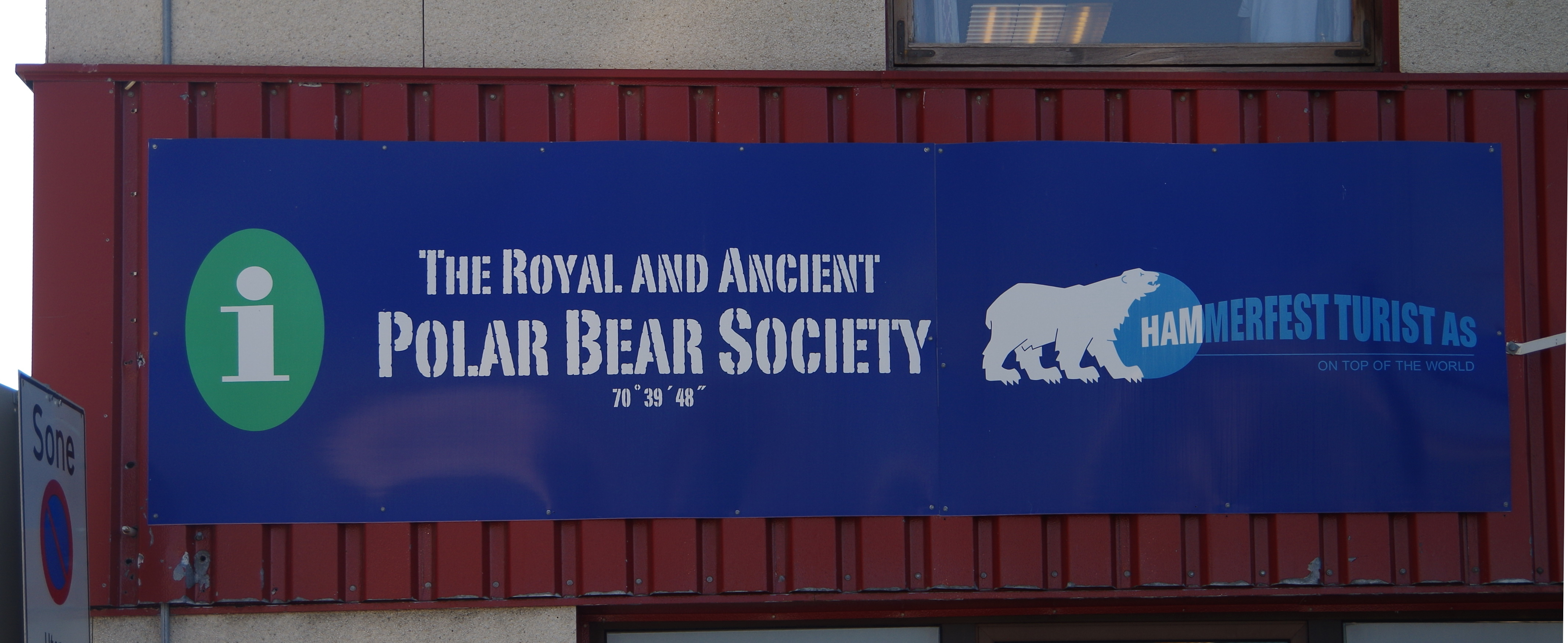
Estandarte de la Sociedad Real y Antigua del Oso Polar

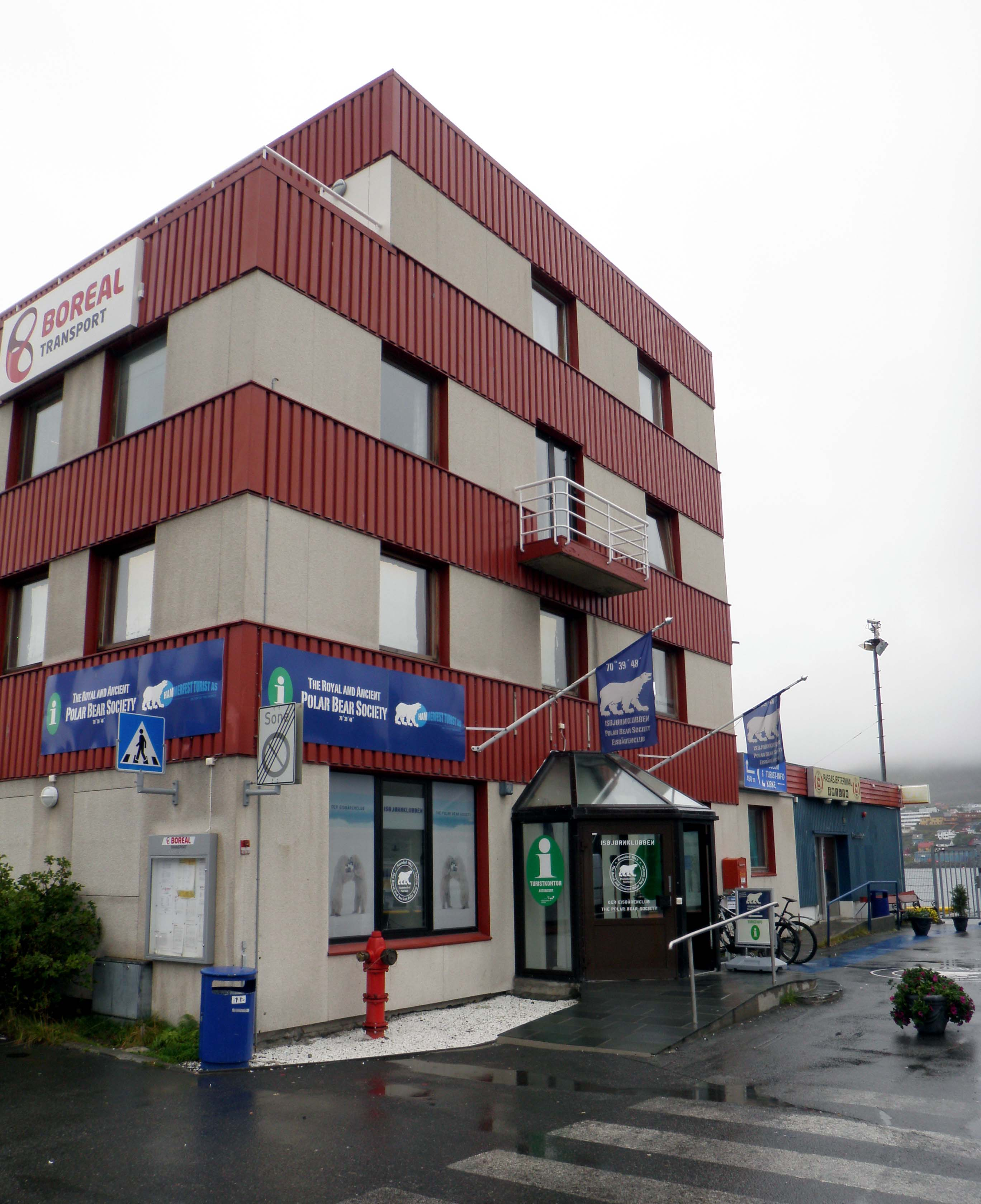
Edificio actual de la Real y Antigua Sociedad del Oso Polar

La Real y Antigua Sociedad del Oso Polar ("Royal and Ancient Polar Bear Society" en inglés) o Polar Bear Club ( Isbjørnklubben noruego, "Polar Bear Club" en inglés) es una sociedad que gestiona una pequeña exposición en la localidad de Hammerfest en Provincia de Troms y Finnmark, Noruega . La importancia del oso polar es tal que este animal es la mascota y firma parte del escudo heráldico del pueblo. 
A pesar de su lejanía, Hammerfest tiene una larga historia como puerto comercial y el Polar Bear Club se propone conmemorarlo. En la única sala del museo hay una variedad de recuerdos de los inicios de Hammerfest, incluido gran número de animales disecados; equipos de caza, viajes y campamentos en el Ártico de aquellos tiempos; y una galería de fotografías, pinturas, dibujos y escritos de y sobre la historia del municipio. Representan la ciudad tal como era en siglos anteriores, mostrando que ya en el siglo XVII esta pequeña ciudad era un nexo para viajeros y comerciantes en el extremo norte así como un punto de encuentro para los pueblos aislados del norte de Noruega, comerciantes que navegaban hasta allí desde el sur de Europa y cazadores y comerciantes que llegaban procedentes del este, desde el Océano Ártico y Rusia.
Fundado en 1963 por dos empresarios locales, el Polar Bear Club no es especialmente antiguo. Principalmente, es un divertimento para turistas. Aunque la entrada a la exposición en sí es gratuita, se anima a los visitantes a unirse a la Sociedad. A cambio y como recompensa, reciben un paquete de membresía, cuyo contenido incluye un certificado firmado por el alcalde en el cargo, una pegatina, una tarjeta de membresía y un pin de solapa. realizado en plata y esmalte. Dado que la única forma de unirse es en persona en la Polar Bear Society, este pin representa una prueba de haber visitado este lugar remoto. 

## enlaces externos
- Sitio web de Isbjørnklubben i Hammerfest

- Datos: Q1673757